# Alliance de la gauche démocratique - Union du travail
L'Alliance de la gauche démocratique-Union du travail (en polonais : Sojusz Lewicy Demokratycznej-Unia Pracy, SLD-UP) est une alliance électorale de deux partis polonais de centre-gauche, l'Alliance de la gauche démocratique et l'Union du travail. Au niveau national, l'alliance est vraiment active au moment des élections législatives de 2001 et a continué jusqu'aux élections européennes de 2004. L'alliance se reforme de nouveau pour les élections européennes de 2009.
Le SLD-UP a remporté une écrasante victoire en 2001 lors des élections législatives, en obtenant 41 % des voix, et a formé un gouvernement avec le Parti paysan polonais (PSL).
En 2004 il ne remporte que 9,3 % des voix aux élections européennes, et ne remporte que cinq sièges. L'alliance essuie donc un fort recul par rapport aux élections nationales de 2001.
Il en résulte un éclatement de l'alliance en quatre partis:
- l'Alliance de la gauche démocratique (SLD)
- l'Union du travail (UP)
- la Social-démocratie de Pologne (SDPL) issue d'un scission de SLD
- le Parti populaire démocratique (PLD)

Aux élections législatives de 2005, le SDPL, l'Union du travail et les Verts 2004 forment une coalition, sous l'égide du SDPL, et la plupart des membres du PLD rejoignent Autodéfense de la république de Pologne.
À la suite de la faible performance de la coalition SDPL-UP-Verts (ils recueillent 3,9 % des voix et ne franchissent dont pas le seuil des 5 %) et l'immense succès des partis de droite, le SPDL et l'UP tentent de se rapprocher du SLD. Une nouvelle alliance voit le jour, Gauche et démocrates regroupant les trois partis de gauche SLD, SDPL, UP et un parti centriste le Parti démocrate.
La nouvelle alliance participe aux élections législatives de 2007, remporte 13,2 % des votes. Le SLD, le SDPL et le PD réussissent à faire élire une partie de leurs membres à la Sejm (Diète polonaise), mais pas l'UP.
En 2008, à la suite d'une rupture éclate entre les partis de gauche et les démocrates. En avril 2008, le Parti démocrate (PD) et le Parti social-démocrate de Pologne (SPDL) quittent l'alliance, décidant de former une coalition avec les Verts pour les élections européennes de 2009 en Pologne. L'Union du travail (UP) décide de rester avec l'Alliance de la gauche démocratique (SLD), et ensemble ils obtiennent 12,3 % des voix, et 7 députés européens.